# Ibrahim Baré Maïnassara
Ibrahim Baré Maïnassara (Dogondoutchi, 9 maggio 1949 – Niamey, 9 aprile 1999) è stato un militare e politico nigerino.
È stato prima Capo di Stato militare e poi Presidente del Niger nel periodo compreso tra il gennaio 1996 e l'aprile 1999.
Ha governato il Niger dal colpo di Stato organizzato ai danni di Mahamane Ousmane nel gennaio 1996 fino al suo assassinio, avvenuto per mano dei militari vicini a Daouda Malam Wanké, suo successore come capo militare.